# Fuji Fujicolor
Fuji Fujicolor ist
1. ein Umkehr- und Negativ-/Positiv-Film sowie
2. eine Marke von Fuji Photo Film Co., Ltd.

Zu unterscheiden ist dabei zwischen
- 35-mm-Kinefilm, die von 1949 bis 1955 hergestellt wurden,
- Schmalfilmen nach dem Kodachrome-Verfahren, die zwischen 1957 und 1975 hergestellt wurden, sowie
- Positivfilmen (1955 bis 1968) und Negativfilmen (bis 1969) nach dem Agfacolor-Verfahren, die durch Filme nach dem Eastman Color-Verfahren abgelöst wurden, und
- Fujicolor Refersal TV Film (seit 1968, nach dem Eastman Color-Verfahren).

Seit 1965 enthalten die Filme nach dem Kodak-Verfahren Farbmasken.

## Auflösungsvermögen
Ausgewählte Farbnegativ- und Umkehrfilme:
- Die Körnigkeit wird als RMS-Wert angegeben.
- Das Auflösungsvermögen wurde bei verschiedenen Objektkontrasten (1,6:1 und 1000:1) gemessen und wird in Linien pro Millimeter angegebenen.

| Filmtyp                                 | Körnigkeit (RMS) | Auflösungsvermögen in L/mm bei Objektkontrast | Auflösungsvermögen in L/mm bei Objektkontrast |
| Filmtyp                                 | Körnigkeit (RMS) | 1,6:1                                         | 1000:1                                        |
| Farbnegativfilme                        |                  |                                               |                                               |
| Fujicolor Reala 100                     | 4                | 63                                            | 125                                           |
| Fujicolor 400 Super G                   | 4                | 50                                            | 100                                           |
| Fujicolor Superia X-TRA 1600            | 7                | 45                                            | 90                                            |
| Farbumkehrfilme                         |                  |                                               |                                               |
| Fujichrome Velvia prof. (50 ASA)        | 9                | 80                                            | 160                                           |
| Fujichrome Provia 100F (100 ASA)        | 8                | 60                                            | 140                                           |
| Fujichrome Provia 400 F prof. (400 ASA) | 13               | 55                                            | 135                                           |
| Fujichrome Astia 100F (100 ASA)         | 7                | 60                                            | 140                                           |